# Grand Paris Sud Ouest 92 Issy 2020-2021
Questa voce raccoglie le informazioni riguardanti il Grand Paris Sud Ouest 92 Issy nelle competizioni ufficiali della stagione 2020-2021.

## Divise e sponsor
La grafica riproponeva l'abbinamento cromatico adottato anche dalla squadra maschile dell'Issy. Main sponsor era Partouche, lo sponsor tecnico, fornitore delle tenute da gioco, era Nike.
| Casa | Trasferta |

## Organigramma societario
Area tecnica
- Allenatore: Yacine Guesmia
- Vice allenatore: Adrien Bartout, Kévin Francineau
- Preparatore dei portieri: Jordy Longui
- Preparatore atletico: Aurélien Marchési
- Medico sociale: Carole Desthieux
- Fisioterapista: Sarah Dizengremel

## Rosa
Rosa, ruoli e numeri di maglia come da sito 'ufficiale, aggiornati al 18 marzo 2021.
| N. |                        | Ruolo | Calciatrice           |
| -- | ---------------------- | ----- | --------------------- |
| 1  | Francia (bandiera)     | P     | Solène Froger         |
| 2  | Francia (bandiera)     | D     | Celia Barclais        |
| 4  | Stati Uniti (bandiera) | D     | Allison Pantuso       |
| 6  | Francia (bandiera)     | C     | Fanny Pereira         |
| 7  | Haiti (bandiera)       | A     | Batcheba Louis        |
| 8  | Francia (bandiera)     | D     | Nonna Debonne         |
| 8  | Francia (bandiera)     | A     | Salma Zemzem          |
| 10 | Francia (bandiera)     | C     | Ella Kaabachi         |
| 11 | Francia (bandiera)     | A     | Sara Janbon           |
| 12 | Francia (bandiera)     | A     | Cindy Thomas          |
| 15 | Spagna (bandiera)      | D     | Clara Creus           |
| 16 | Francia (bandiera)     | P     | Laëtitia Philippe     |
| 17 | Francia (bandiera)     | C     | Julie Machart-Rabanne |

| N. |                        | Ruolo | Calciatrice       |
| -- | ---------------------- | ----- | ----------------- |
| 18 | Stati Uniti (bandiera) | A     | Kayla Mills       |
| 19 | Francia (bandiera)     | A     | Esther Mbakem     |
| 19 | Francia (bandiera)     | A     | Laurie Teinturer  |
| 19 | Francia (bandiera)     | A     | Julie Peruzzetto  |
| 23 | Francia (bandiera)     | D     | Sarah Boudaoud    |
| 24 | Francia (bandiera)     | D     | Mélanie Carvalho  |
| 26 | Francia (bandiera)     | C     | Stéphanie Bayo    |
| 27 | Francia (bandiera)     | D     | Laurine Pinot     |
| 28 | Francia (bandiera)     | D     | Gwenaëlle Butel   |
| 29 | Haiti (bandiera)       | A     | Roselord Borgella |
| 30 | Francia (bandiera)     | P     | Pauline Moitrel   |
| 40 | Stati Uniti (bandiera) | P     | Kelly Rowswell    |

## Calciomercato

### Sessione estiva
| Acquisti | Acquisti          | Acquisti       | Acquisti   |
| R.       | Nome              | da             | Modalità   |
| -------- | ----------------- | -------------- | ---------- |
| P        | Pauline Moitrel   | Stade Reims    | definitivo |
| D        | Celya Barclais    | Paris FC       | definitivo |
| D        | Allison Pantuso   | Lugano         | definitivo |
| C        | Mélanie Carvalho  | Paris FC       | definitivo |
| C        | Julie Machart     | Fleury         | definitivo |
| C        | Laurine Pinot     | Fleury         | definitivo |
| A        | Roselord Borgella | Maccabi Hadera | definitivo |

| Cessioni | Cessioni | Cessioni | Cessioni |
| R.       | Nome     | a        | Modalità |
| -------- | -------- | -------- | -------- |
|          |          |          |          |

### Sessione invernale
| Acquisti | Acquisti          | Acquisti                               | Acquisti   |
| R.       | Nome              | da                                     | Modalità   |
| -------- | ----------------- | -------------------------------------- | ---------- |
| P        | Kelly Rowswell    | Template:Calcio femminile Rollins Tars | definitivo |
| P        | Laëtitia Philippe | Fleury                                 | definitivo |

| Cessioni | Cessioni | Cessioni | Cessioni |
| R.       | Nome     | a        | Modalità |
| -------- | -------- | -------- | -------- |
|          |          |          |          |

## Risultati

### Division 1

#### Girone di andata
| Arbitro: | Rochebilière |

|  |           |                                                         |
|  | Marcatori | 4’ Boussaha 38’ (rig.) Clark 53’ Thornton 81’ Policarpo |

| Arbitro: | Vanderstichel |

|                                    |           |           |
| Gordon 41’ Lavaud 53’ Barbance 89’ | Marcatori | 20’ Louis |

| Arbitro: | Beyer |

|  |           |             |
|  | Marcatori | 28’ Makanza |

| Arbitro: | Fournier |

|                                                           |           |            |
| Ouchene 23’, 31’, 90+3’ Gomes 40’ (rig.) Herrera 65’, 68’ | Marcatori | 41’ Zemzem |

| Arbitro: | Rochebilière |

|                                              |           |  |
| Matéo 6’ Viens 45’, 52’, 58’ Sällström 90+3’ | Marcatori |  |

| Arbitro: | Charlène Laur |

|                                      |           |             |
| Teinturier 45’, 63’ Mbakem Niaro 88’ | Marcatori | 32’ Snoeijs |

| Arbitro: | Catania |

|  |           |           |
|  | Marcatori | 13’ Louis |

| Arbitro: | Florence Guillemin |

|  |           | |
|  | Marcatori | 5’, 44’ Diani 7’, 9’ Katoto 24’, 40’, 48’, 64’, 68’, 74’, 90’ Nadim 30’ Lawrence 84’ Bruun 85’ Bachmann |

| Arbitro: | Cruchon |

|              |           |                                                                         |
| Kaabachi 54’ | Marcatori | 47’, 90+3’ Cambot 60’ Robert 68’ Peniguel 71’ (rig.) Lahmari 75’ Fleury |

| Arbitro: | Rochebilière |

|                                           |           |           |
| Škorvánková 47’ Banusic 76’ Petermann 78’ | Marcatori | 49’ Louis |

| Arbitro: | Catania |

|                                                                       |           |  |
| Majri 9’, 42’, 52’ Parris 15’, 18’, 21’, 41’ Cayman 30’ Cascarino 73’ | Marcatori |  |

#### Girone di ritorno
| Arbitro: | Guillot |

|              |           |  |
| Borgella 57’ | Marcatori |  |

| Le Havre 23 gennaio 2021, ore 14:30 CET 13ª giornata | Le Havre      | 0 – 0 referto | Issy | Stade de la Cavée Verte (0 spett.)\| Arbitro: \| Vanderstichel \| |
| Arbitro:                                             | Vanderstichel |               |      |                                                                   |

| Arbitro: | Laur |

|   |           |               |
| [ | Marcatori | 21’ Bourgouin |

| Arbitro: | Alexandra Collin |

|                                     |           |  |
| Luana 11’ Diani 85’, 86’ Katoto 89’ | Marcatori |  |

| Arbitro: | Vanderstichel |

|                 |           |  |
| Fleury 51’, 63’ | Marcatori |  |

| Arbitro: | Vanderstichel |

|  |           |                                       |
|  | Marcatori | 7’, 36’ Gréboval 41’ Thiney 56’ Matéo |

| Arbitro: | Catania |

|             |           |  |
| Snoeijs 12’ | Marcatori |  |

| Arbitro: | Cruchon |

|  |           |                                           |
|  | Marcatori | 18’ Petermann 31’ Fowler 90+1’ De Almeida |

| Arbitro: | Rochebilière |

|  |           |                                                 |
|  | Marcatori | 10’ (rig.) Majri 32’, 42’ Macario 55’ Le Sommer |

| Arbitro: | Guillot |

|                                      |           |           |
| Le Garrec 14’ Grabowska 75’ Piga 86’ | Marcatori | 50’ Louis |

| Arbitro: | Catania |

|                |           |                       |
| Teinturier 10’ | Marcatori | 13’ Herrera 38’ Bussy |

### Coppa di Francia
| Arbitro: | Fournier |

|                                  |           |            |
| Machart-Rabanne 14’ Zemzem 90+5’ | Marcatori | 53’ Lakrar |

## Statistiche

### Statistiche di squadra
| Competizione     | Punti | In casa | In casa | In casa | In casa | In casa | In casa | In trasferta | In trasferta | In trasferta | In trasferta | In trasferta | In trasferta | Totale | Totale | Totale | Totale | Totale | Totale | DR  |
| Competizione     | Punti | G       | V       | N       | P       | Gf      | Gs      | G            | V            | N            | P            | Gf           | Gs           | G      | V      | N      | P      | Gf     | Gs     | DR  |
| ---------------- | ----- | ------- | ------- | ------- | ------- | ------- | ------- | ------------ | ------------ | ------------ | ------------ | ------------ | ------------ | ------ | ------ | ------ | ------ | ------ | ------ | --- |
| Division 1       | 10    | 11      | 2       | 0       | 9       | 6       | 40      | 11           | 1            | 1            | 9            | 5            | 37           | 22     | 3      | 1      | 18     | 11     | 77     | -66 |
| Coppa di Francia | -     | 1       | 1       | 0       | 0       | 2       | 1       | -            | -            | -            | -            | -            | -            | 1      | 1      | 0      | 0      | 2      | 1      | +1  |
| Totale           | -     | 12      | 3       | 0       | 9       | 8       | 41      | 11           | 1            | 1            | 9            | 5            | 37           | 23     | 4      | 1      | 18     | 13     | 78     | -65 |

### Andamento in campionato
| Giornata  | 1  | 2  | 3  | 4  | 5  | 6  | 7  | 8  | 9  | 10 | 11 | 12 | 13 | 14 | 15 | 16 | 17 | 18 | 19 | 20 | 21 | 22 |
| --------- | -- | -- | -- | -- | -- | -- | -- | -- | -- | -- | -- | -- | -- | -- | -- | -- | -- | -- | -- | -- | -- | -- |
| Luogo     | C  | T  | C  | T  | T  | C  | T  | C  | C  | T  | T  | C  | T  | C  | T  | T  | C  | T  | C  | C  | T  | C  |
| Risultato | P  | P  | P  | P  | P  | V  | V  | P  | P  | P  | P  | V  | N  | P  | P  | P  | P  | P  | P  | P  | P  | P  |
| Posizione | 11 | 12 | 12 | 12 | 12 | 12 | 10 | 10 | 10 | 10 | 11 | 10 | 10 | 11 | 11 | 11 | 11 | 11 | 11 | 11 | 11 | 11 |

Legenda:

Luogo: C = Casa; T = Trasferta. Risultato: V = Vittoria; N = Pareggio; P = Sconfitta.

### Statistiche delle giocatrici
| Giocatore            | Division 1 | Division 1 | Division 1  | Division 1 | Coppa di Francia | Coppa di Francia | Coppa di Francia | Coppa di Francia | Totale   | Totale | Totale      | Totale     |
| Giocatore            | Presenze   | Reti       | Ammonizioni | Espulsioni | Presenze         | Reti             | Ammonizioni      | Espulsioni       | Presenze | Reti   | Ammonizioni | Espulsioni |
| -------------------- | ---------- | ---------- | ----------- | ---------- | ---------------- | ---------------- | ---------------- | ---------------- | -------- | ------ | ----------- | ---------- |
| C. Abrin             | 0          | 0          | 0           | 0          | -                | -                | -                | -                | 0        | 0      | 0           | 0          |
| L. Barbier           | -          | -          | -           | -          | -                | -                | -                | -                | -        | -      | -           | -          |
| C. Barclais          | 22         | 0          | 2           | 0          | 1                | 0                | 0                | 0                | 23       | 0      | 2           | 0          |
| O.S. Bayo            | 15         | 0          | 3           | 0          | 1                | 0                | 0                | 0                | 16       | 0      | 3           | 0          |
| S. Boudaoud          | 15         | 0          | 2           | 0          | -                | -                | -                | -                | 15       | 0      | 2           | 0          |
| G. Butel             | 20         | 0          | 0           | 0          | 1                | 0                | 0                | 0                | 21       | 0      | 0           | 0          |
| R. Borgella          | 14         | 1          | 5           | 0          | 1                | 0                | 0                | 0                | 15       | 1      | 5           | 0          |
| M. Carvalho          | 10         | 0          | 1           | 0          | 1                | 0                | 0                | 0                | 11       | 0      | 1           | 0          |
| S. Charrier-Domoraud | 0          | 0          | 0           | 0          | -                | -                | -                | -                | 0        | 0      | 0           | 0          |
| C. Creus             | 1          | 0          | 0           | 0          | -                | -                | -                | -                | 1        | 0      | 0           | 0          |
| N. Debonne           | 8          | 0          | 0           | 0          | 1                | 0                | 0                | 0                | 9        | 0      | 0           | 0          |
| S. Froger            | 8          | -33        | 1           | 0          | 0                | 0                | 0                | 0                | 8        | -33    | 1           | 0          |
| E. Kaabachi          | 19         | 1          | 4           | 0          | 1                | 0                | 1                | 0                | 20       | 1      | 5           | 0          |
| D. Longo Nsame       | 0          | 0          | 0           | 0          | -                | -                | -                | -                | 0        | 0      | 0           | 0          |
| B. Louis             | 19         | 4          | 2           | 0          | 1                | 0                | 0                | 0                | 20       | 4      | 2           | 0          |
| J. Machart-Rabanne   | 16         | 0          | 3           | 0          | 1                | 1                | 0                | 0                | 17       | 1      | 3           | 0          |
| E. Mbakem Niaro      | 12         | 1          | 2           | 0          | -                | -                | -                | -                | 12       | 1      | 2           | 0          |
| K. Mills             | 20         | 0          | 4           | 0          | 1                | 0                | 1                | 0                | 21       | 0      | 5           | 0          |
| P. Moitrel           | 6          | -29        | 0           | 0          | -                | -                | -                | -                | 6        | -29    | 0           | 0          |
| A. Mondiri           | 4          | 0          | 0           | 0          | -                | -                | -                | -                | 4        | 0      | 0           | 0          |
| A. Pantuso           | 18         | 0          | 2           | 0          | 1                | 0                | 0                | 0                | 19       | 0      | 2           | 0          |
| F. Pereira           | 8          | 0          | 2           | 0          | 1                | 0                | 0                | 0                | 9        | 0      | 2           | 0          |
| J. Peruzzetto        | 1          | 0          | 0           | 0          | -                | -                | -                | -                | 1        | 0      | 0           | 0          |
| L. Philippe          | 9          | -15        | 0           | 0          | 1                | -1               | 0                | 0                | 10       | -16    | 0           | 0          |
| L. Pinot             | 7          | 0          | 0           | 0          | -                | -                | -                | -                | 7        | 0      | 0           | 0          |
| K. Rowswell          | -          | -          | -           | -          | -                | -                | -                | -                | -        | -      | -           | -          |
| L. Teinturier        | 22         | 3          | 1           | 0          | 1                | 0                | 0                | 0                | 23       | 3      | 1           | 0          |
| C. Thomas            | 3          | 0          | 0           | 0          | -                | -                | -                | -                | 3        | 0      | 0           | 0          |
| V. Thomas            | 0          | 0          | 0           | 0          | -                | -                | -                | -                | 0        | 0      | 0           | 0          |
| C. Toumi             | 1          | 0          | 0           | 0          | -                | -                | -                | -                | 1        | 0      | 0           | 0          |
| S. Zemzem            | 16         | 1          | 0           | 0          | 1                | 1                | 0                | 0                | 17       | 2      | 0           | 0          |